# Dubowez (Polewaja)
Dubowez (russisch Дубовец) ist ein Weiler (chutor) in der Oblast Kursk in Russland. Er gehört zum Rajon Kursk und zur Landgemeinde (selskoje posselenije) Polewskoi selsowjet.

## Geographie
Der Ort liegt gut 27 km Luftlinie südöstlich des Oblastverwaltungszentrums Kursk im südwestlichen Teil der Mittelrussischen Platte, 11 km vom Sitz des Dorfsowjet – Polewaja, 111 km vor Grenze zwischen Russland und der Ukraine.

### Klima
Das Klima im Ort ist wie im Rest des Rajons kalt und gemäßigt. Es gibt während des Jahres eine erhebliche Niederschlagsmenge. Dfb lautet die Klassifikation des Klimas nach Köppen und Geiger.

## Bevölkerungsentwicklung
| Jahr | Einwohner |
| ---- | --------- |
| 2002 | 9         |
| 2010 | ▲10       |

Anmerkung: Volkszählungsdaten

## Verkehr
Dubowez liegt an der Fernstraße föderaler Bedeutung R-298 (Kursk – Woronesch – R22 Kaspi; ein Teil der Europastraße E38) und 11,5 km vor nächsten Eisenbahnhaltestelle Gutorowo (Eisenbahnstrecke Kljukwa – Belgorod) entfernt.
Der Ort liegt 113 km vom internationalen Flughafen von Belgorod entfernt.